# Considérons l'affaire comme terminée
Pour plus de détails, voir Fiche technique et Distribution.
Considérons l'affaire comme terminée (No il caso è felicemente risolto) est un poliziottesco italien de Vittorio Salerno sorti en 1973.

## Synopsis
Le témoin oculaire d'un meurtre décide de ne pas témoigner pour ne pas être embêté par l'enquête, mais le meurtrier lui, choisit de le dénoncer en se constituant ainsi un alibi de « témoin oculaire  ». Du coup, le témoin finit par être inculpé mais le meurtrier dans un dernier sursaut se dénonce par écrit avant de se suicider...

## Fiche technique
- Titre français : Considérons l'affaire comme terminée[1]
- Titre original : No il caso è felicemente risolto[2]
- Réalisation :Vittorio Salerno
- Scénario : Vittorio Salerno - Augusto Finocchi
- Producteur :	Angelo Jacono
- Musique : Riz Ortolani
- Photographie : Marcello Masciocchi
- Pays de production :  Italie
- Langue de tournage : italien
- Format : Couleurs (Eastmancolor) - 1,85:1 - Son mono - 35 mm
- Durée : 98 minutes
- Genre : Poliziottesco
- Dates de sortie :
  - Italie : 15 août 1973
  - France : 24 avril 1974

## Distribution
- Enzo Cerusico : Fabio Santamaria
- Riccardo Cucciolla : Professeur Eduardo Ranieri
- Martine Brochard : Cinzia
- Enrico Maria Salerno : Giuseppe Ferdinando Giannoli Don Peppino
- Loredana Martínez : Olga Poddu
- Umberto Raho : Don Giulio
- Claudio Nicastro : Dr. Rocchi, chef de Police
- Luigi Casellato : Inspecteur
- Enzo Garinei : éditeur de Gazzetta Sera
- Eleonora Mauro :Grissino
- Nazzareno Natale : Augusto
- Gualtiero Rispoli : Basile